# Eurypterna angustifacialis
Eurypterna angustifacialis là một loài tò vò trong họ Ichneumonidae.